# Caroline Hampton
Caroline Hampton Halsted (20 novembre 1861 – 27 novembre 1922) è stata un'infermiera statunitense.
È stata la prima persona a utilizzare guanti medicali in sala operatoria.

## Biografia
Caroline Hampton era membro di un'importante famiglia del Sud degli Stati Uniti: infatti suo zio, Wade Hampton III, fu un generale confederato, governatore della Carolina del Sud e inoltre senatore degli Stati Uniti. Sua madre, Sally Hampton (nata Baxter) morì nel 1862 di tubercolosi. Suo padre, il colonnello Frank Hampton, morì nella battaglia della stazione di Brandy all'inizio del 1863, durante la Guerra civile americana. La loro residenza di famiglia, Millwood, finì bruciata e Hampton venne cresciuta da tre zie, con l'aspettativa che si sarebbe sposata bene, idealmente con un proprietario di piantagioni del Sud.
Contro il volere della sua famiglia, si iscrisse alla scuola per infermieri a New York. Si formò prima al Mount Sinai Hospital e poi al New York Hospital, laureandosi infine nel 1888. Nel 1889 divenne capo infermiera chirurgica al Johns Hopkins Hospital di Baltimora, lavorando per William Stewart Halsted.

## Guanti di gomma
L'impulso per l'uso dei guanti da parte di Hampton è stata la sua pelle sensibile. In precedenza doveva indossare i guanti durante il giardinaggio e le procedure in ospedale le avevano causato una grave dermatite da contatto ed un doloroso eczema. Halsted, in quanto sostenitore della teoria dei germi della malattia, utilizzava rigorose misure igieniche nella sua sala operatoria. Le persone dovevano lavarsi le mani usando sapone, seguito da una soluzione caustica di permanganato di potassio, un bagno caldo di acido ossalico e un composto di cloruro di mercurio. Nell'inverno del 1889, Caroline Hampton informò Halsted della sua intenzione di dimettersi a causa degli effetti sulle sue mani.
Halsted considerava Hampton un assistente di sala operatoria "insolitamente efficiente". Le suggerì di provare a rivestirsi le mani con una sostanza gelatinosa chiamata collodio. Si induriva ma tendeva a rompersi. Successivamente Halsted inviò i calchi in gesso delle mani di Caroline alla Goodyear Rubber Company di New York e ordinò due paia di guanti di gomma su misura per coprirle le mani e gli avambracci. I guanti risultanti erano sottili, flessibili e riutilizzabili e proteggevano le mani di Hampton.
Halsted fu sorpreso di tornare da una lunga vacanza e di scoprire che anche altri in sala operatoria avevano adottato guanti di gomma, seguendo l'esempio di Caroline. I guanti proteggevano le mani del personale medico e gli assistenti chirurgici hanno riferito che la superficie ruvida dei guanti rendeva più facile trattenere gli strumenti chirurgici scivolosi. Il fatto che proteggessero anche i pazienti fu scoperto da uno degli specializzandi chirurgici di Halsted, Joseph Colt Bloodgood. Nel 1899, Bloodgood pubblicò risultati che mostravano che l'uso di guanti durante un intervento chirurgico riduceva i tassi di infezione postoperatoria dal 17% a meno del 2%, un effetto sconcertante.

## Matrimonio
Caroline Hampton e William Halsted si sposarono il 4 giugno 1890 presso la Trinity Episcopal Church, Columbia, Carolina del Sud. Caroline, in quanto donna sposata, dovette dimettersi dal suo lavoro in ospedale. Caroline gestiva la casa durante l'inverno e la fattoria High Hampton nella Carolina del Nord durante l'estate.
Caroline soffrì più tardi nella vita di emicrania e si sospetta che lei, così come suo marito, possano aver usato la morfina.
Entrambi erano noti per la loro eccentricità. Gli aneddoti sulle loro modalità di intrattenimento, sull'attaccamento agli animali domestici e sulla vita coniugale divertivano la società locale.